# Bisingana
Le Bisingana est un torrent du Piémont baignant la partie centre-orientale de la province de Biella. Il est tributaire de l'Ostola.

## Cours du torrent

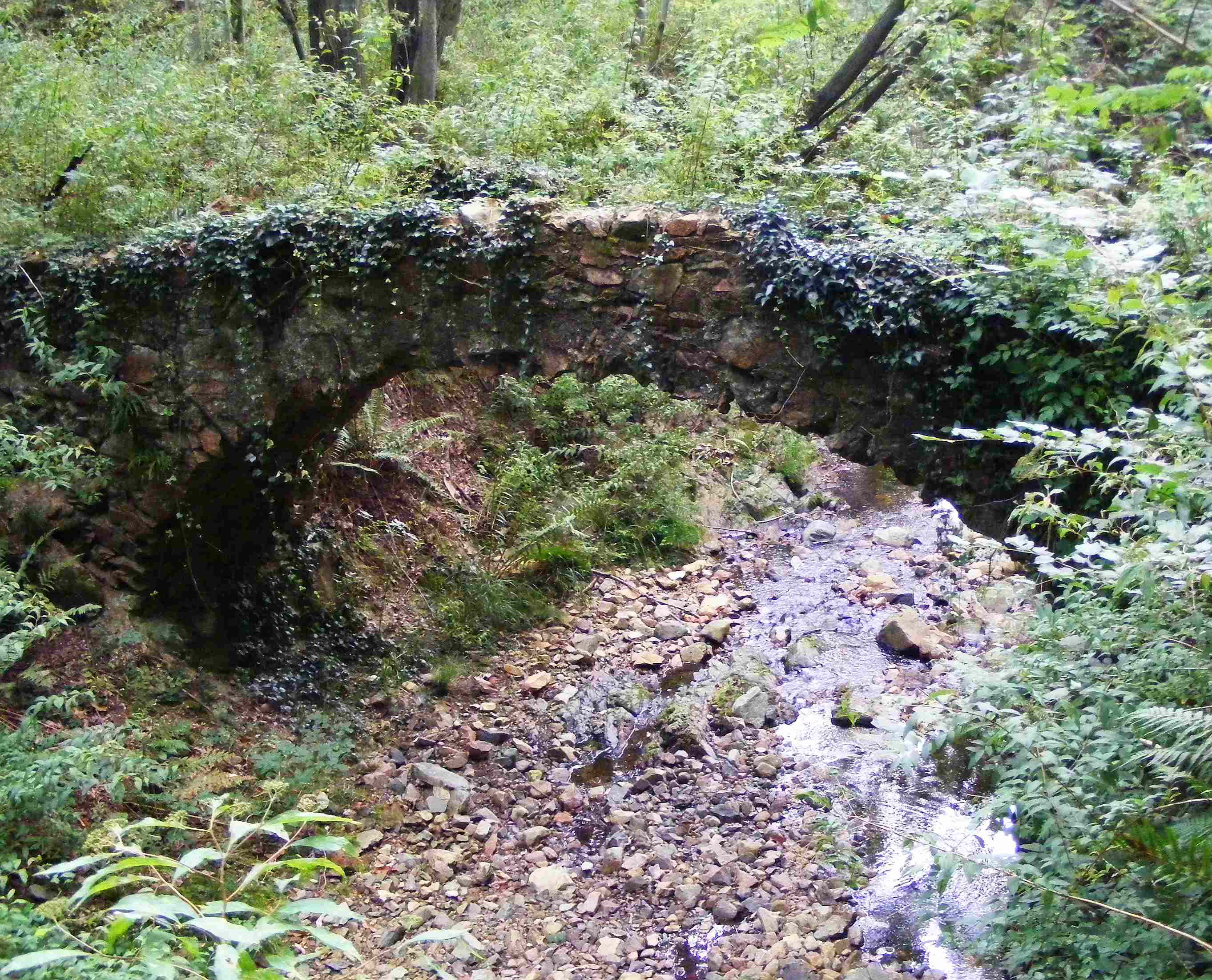
L'ancien pont entre Santa Maria e San Bononio (Curino).

Le torrent nait sur le territoire de la commune de Curino en deux branches (La Valle et La Valle Comune) qui drainent respectivement les eaux des versants sud-oriental et méridional de la Cima la Guardia (785 m).
Les deux ruisseaux confluent près de Vivaro où le Bisingana poursuit sa course vers le sud rejoignant le réseau hydrique de nombre de petits ruisseaux. Le torrent est ensuite bordé par la SP 234 Pray-Curino-Brusnengo et, après avoir reçu en rive gauche l'apport de la Riale Terla, il sort du territoire de Curino et marque pour quelques kilomètres la frontière entre les communes de Masserano et de Brusnengo. Près de cet autre lieu d'habitation, le torrent est rejoint par la SP 233 Masserano-Brusnengo et enfin, après avoir serpenté dans la zone au nord-ouest de Brusnengo, conflue dans l'Ostola à environ 250 m d'altitude sur le territoire de la commune de Masserano.

## Affluents
Les affluents du Bisingana sont en grande partie de petits ruisseaux collinaires non nommés sur la cartographie officielle. Son seul affluent portant un nom est la Riale Terla, prenant naissance dans les collines du hameau San Nicolao à Curino et confluant dans le Bisingana près de l'église de San Grato (363 m).

## Utilisations

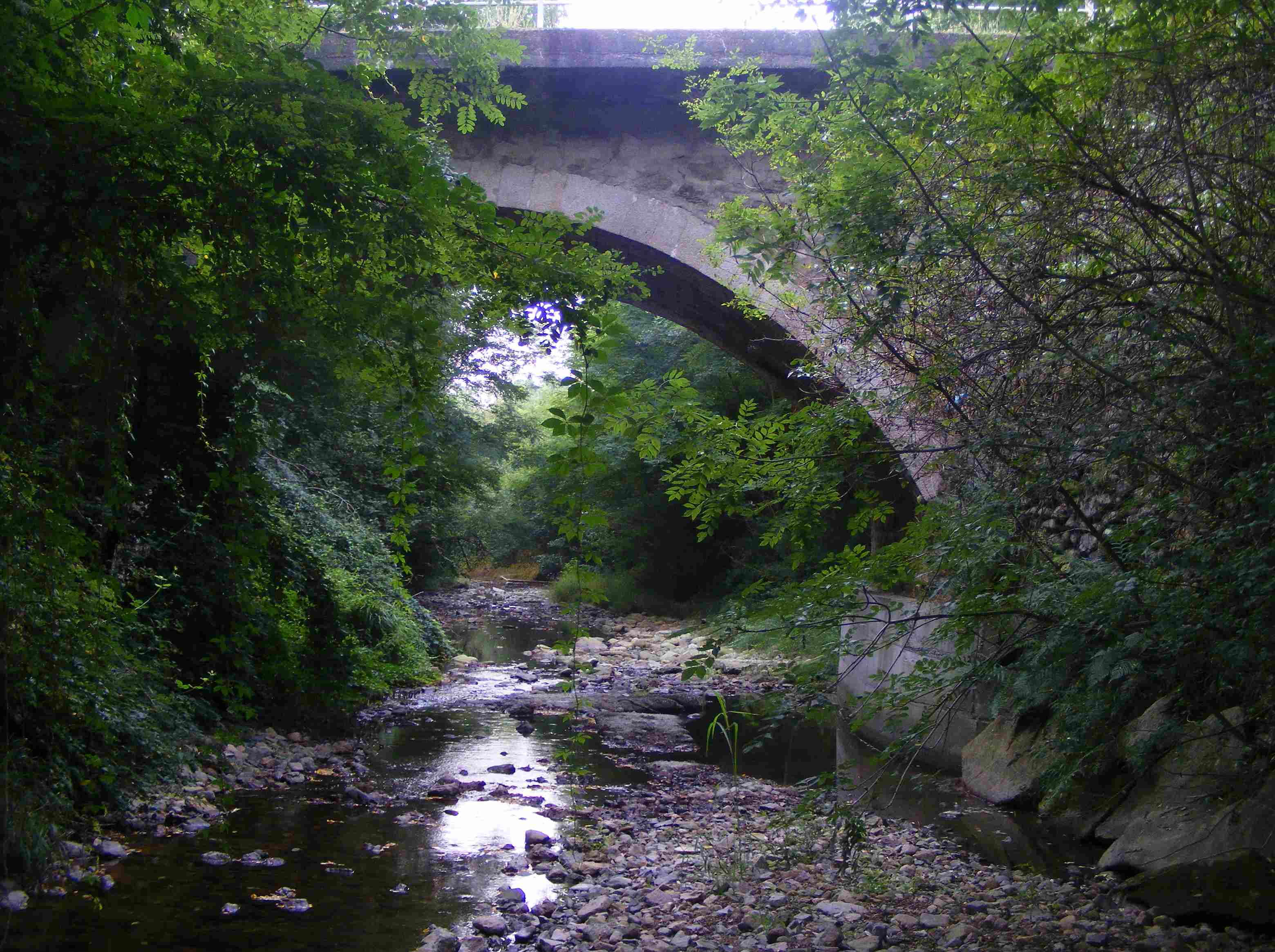
Le pont sous la SP 234.

Un dépurateur d'une capacité de 220 000 m3 par an est actif dans la région de Brusnengo. Malgré ses dimensions, le Bisingana est semé (et dans lequel on peut pêcher) d'une certaine quantité de truites.